# 료운카쿠
료운카쿠(일본어: 凌雲閣 료운카쿠[*])는 일본 도쿄 아사쿠사 공원에 있었던 전망대였다. 1890년 메이지 시대 때 준공되어 일본에서 가장 높은 건축물이 되었으나, 1923년 간토 대지진 때 반쯤 무너져 결국 철거되었다. '능운각'이란 이름은 '구름을 능가할 정도로 높다'는 의미다.
총 12층으로 구성된 건물이어서 '아사쿠사 12층'(浅草十二階)이라고도 불렀으며, 완공 당시에는 10층 이상의 건물이 드물었기 때문에 '십이층'(十二階)이라고만 부르기도 했다. 또 일본 최초로 전동식 엘리베이터가 설치된 곳이기도 하다.

## 역사

### 건설
1880년대 말, 메이지 20년대에 접어들던 일본에서는 높은 곳의 전망을 앞세운 망루 건축이 유행을 끌게 되면서, 1889년에는 오사카의 일본식 정원인 '유라쿠엔'(有楽園)에 9층짜리 료운가쿠(凌雲閣)가 처음 세워졌고, 이듬해 1890년에는 수도 도쿄에 똑같은 이름의 전망탑이 세워지게 되었다.
오늘날 료운카쿠 부지 일대는 아사쿠사 6구지구에 속해 건축물 건설 시 고도 제한을 받지만, 당시에는 아사쿠사 공원 바깥 동네인 '센조쿠초'(千束町)에 세워져 있었기 때문에, 아사쿠사 공원이 속한 제6구에서 적용되는 건물고도 제한에는 걸리지 않고 높게 지어도 상관이 없었다. 심지어 1887년 11월 아사쿠사코엔 6구에 문을 열며 인기를 누렸던 후지산 나무 조형물 '후지산종람장'(富士山縦覧場, 높이 32.8m)이 3년도 안 되어 태풍 피해로 철거된 직후이기도 했다.
아사쿠사 료운카쿠의 기획자는 나가오카의 부호였던 후쿠하라 쇼시치(福原庄七), 기본설계는 윌리엄 K 버튼, 토목공사 감독은 이자와 유지(伊澤雄司)가 맡았다. 또 운영사인 료운가쿠 주식회사를 설립해, 사진작가이자 도쿄시회의원이었던 에사키 레이지(江崎礼二)가 사장으로 취임하였다.
료운카쿠는 당초 1890년 11월 10일에 완공될 예정이었지만 내빈 사정으로 다음날인 11월 11일에 문을 열었다. 완공 당시 일본 최초의 전동식 엘리베이터가 설치되었으며, 이때를 기념해 일본의 '엘리베이터의 날'은 원래 준공날짜인 11월 10일로 지정되어 있다. 승강기 설계를 맡은 것은 당시 도쿄전등주식회사에서 기술진으로 일하고, 훗날 도시바의 전신이 되는 백열사(白熱舎)를 창업한 후지오카 이치스케(藤岡市助)인 것으로 보인다. 전화시설은 시범용으로 오키 기바라토가 설치를 맡았다.
료운카쿠의 전망대에서는 도쿄 일대는 물론 간토8주의 산까지 두루 볼 수 있었다고 한다. 또 "일본의 에펠탑"(에펠탑은 1889년 완공)이라는 찬사와 함께 관람객으로 붐볐다. 또 완공 당시만 해도 도쿄에는 12층 건축물이 드물었기 때문에 눈에 띄기 십상이었고, 한편으로는 근대의 상징, 유라쿠초와 아사쿠사의 얼굴이기도 했다. 메이지와 다이쇼 시기에는 <아사쿠사6구 명소 엽서>(浅草公園六区名所絵はがき)라 해서 오이케 너머 료운카쿠거의 모습을 담은 엽서시리즈가 발행됐고, 뤼미에르 형제의 일본 풍경을 담은 단편영화에도 등장하기도 하였다.

### 쇠락과 철거
그러나 료운카쿠는 세월이 흐르면서 인기가 사그러들고, 메이지 말기에는 경영난에 빠지기 시작하였다. 1911년 6월 1일 탑 아래층에 '십이층 연예장'(十二階演芸場)을 새로 열고, 1914년에는 엘리베이터를 새로 정비하면서 손님수가 반짝 증가하였지만 이후로도 경영난에 시달리던 상황이었다. 설상가상으로 1912년 2월에는 탑 근처에 아사쿠사 국기관(浅草国技館)이 들어서는 바람에 손님을 더더욱 뺏기게 되었다. 처음 설계 당시 엘튼은 엘리베이터 시공을 고려하지 않고 오히려 반대하였다는 말도 전해진다. 한편으로 료운카쿠 주변에는 평소에는 술집 행세를 하지만 실제로는 사창가로 운영됐던 이른바 '메슈야'(銘酒屋)가 있었으며, 아사쿠사에서는 '십이층 밑의 여자'(十二階下の女)라 하면 곧 창녀를 뜻하는 말이 되었다고 한다.
1923년 9월 1일 간토 대지진으로 료운카쿠의 8층 윗부분이 무너지고 화재도 발생하는 막대한 피해를 입었다. 지진 발생 당시 료운카쿠 꼭대기에는 열두세명 정도 되는 관람객이 있었는데, 근처 지상에 있던 후쿠스케 버선집 간판에 걸려 간신히 살아난 한 명을 빼고는 모두 붕괴에 휘말려 즉사했다. 이미 경영난으로 휘청이던 상황에서 복구하는 것은 버거웠기 때문에 재건은 포기하였고, 1923년 9월 23일 아카바네 공병대의 지원으로 두 차례에 걸쳐 폭파 해체됐다.

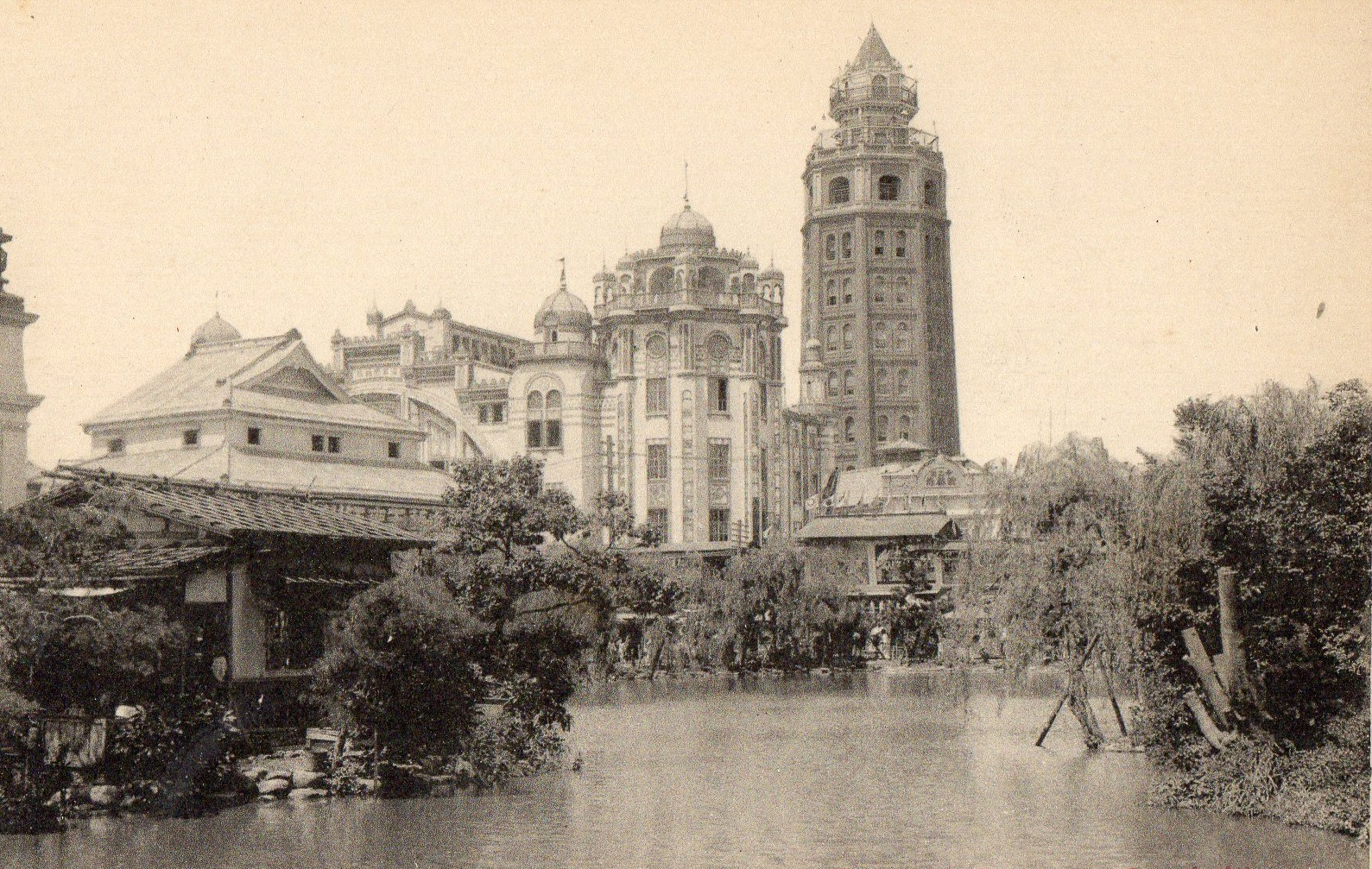
붕괴 전의 모습
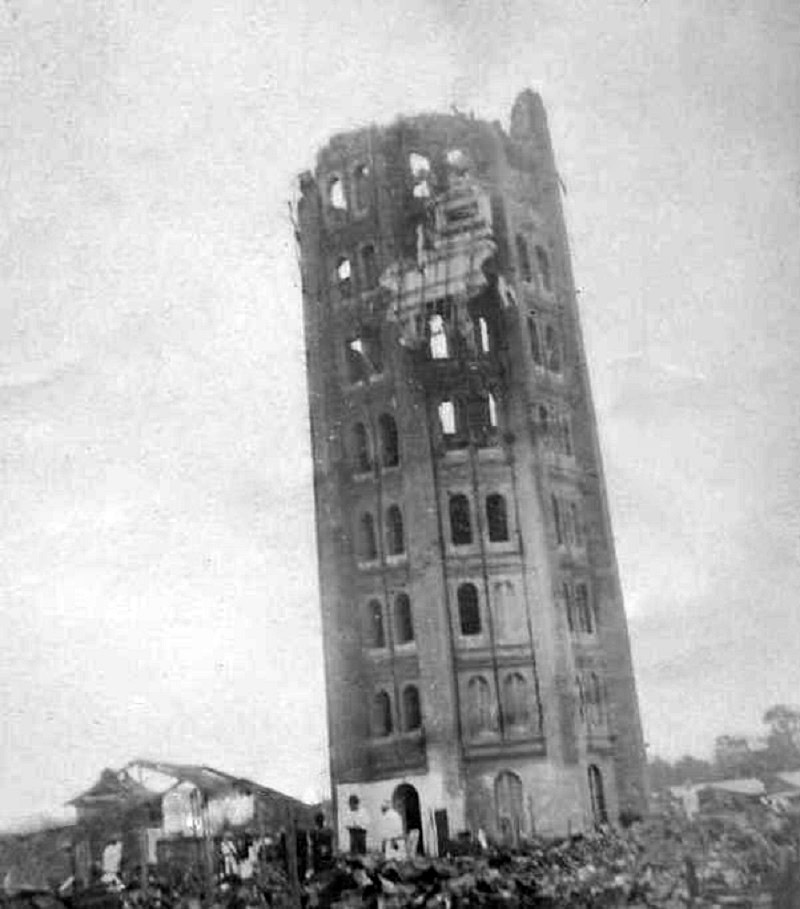
붕괴 후의 모습
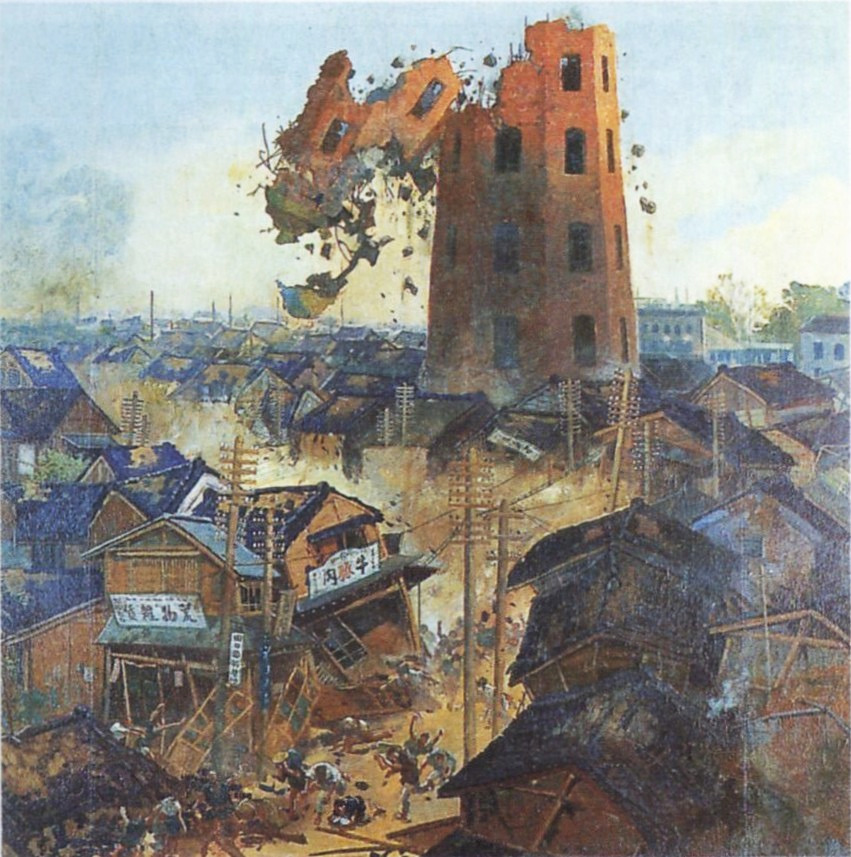
<제1진 십이층의 붕괴>
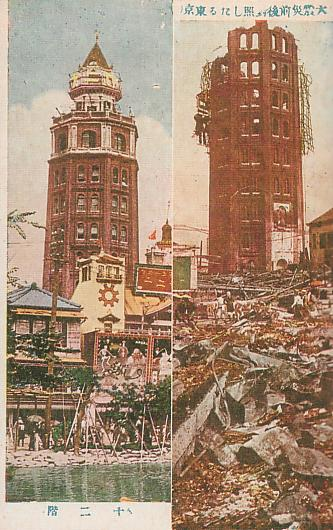
지진 전후의 료운카쿠 비교

## 건물 정보
료운카쿠의 높이는 완공 당시만 해도 220척(66.7m)로 알려졌으나, 1921년 지진재해예방 조사위원회가 다시 조사한 결과 피뢰침까지 합한 높이가 173척으로 측정됐다. 다만 일본건축학회 정회원인 호리구치 진키치(堀口甚吉)가 1968년에 발표한 논문에서는 해당 재조사 결과에 천장내부의 10~15척(약 3~4.5m), 입구 돌계단 높이 2척(약 0.6m), 피뢰침 높이 12척(3.6m)이 제대로 반영되지 않았다고 자적하고, 거기에 건물 기초바닥 높이인 20척(약 6m)까지 더하면 당초 알려진 220척이 맞다고 밝히고 있다. 내부면적은 37평(122.31m2)이었으며, 10층까지는 벽돌구조, 11층과 12층은 목조였다고 한다.
1층은 입구로 쓰였고 2층부터 7층까지는 수입물품 판매점(점포수 46곳), 8층은 휴게실, 10층에서 12층은 전망실이었다. 1층부터 8층까지는 엘리베이터가 설치되었으나 개업 당일부터 고장이 빈발하면서 1891년 5월에는 사용이 중지되고, 시공을 맡았던 도쿄전등과의 소송전이 진행되기도 했다. 엘리베이터를 사용할 수 없게 되자 손님을 확보하기 위해 오르막 계단 벽면에 화류계에서 발탁된 게이샤들의 사진을 붙여 일본 최초의 미인대회인 '동경백미인'(東京百美人) 전이 열리기도 했다. 11층에는 5000촉(燭)의 아크등 2개가 걸렸으며, 이밖에도 각 층의 내부에는 3개의 전등을 두어 176개의 창을 통해 빛을 발했다. 10층에서 12층까지의 전망실에는 망원경이 설치되어 있었다. 료운카쿠의 입장료는 어른은 8전, 아이는 4전이었다(1전은 지금의 약 100엔).

## 유산

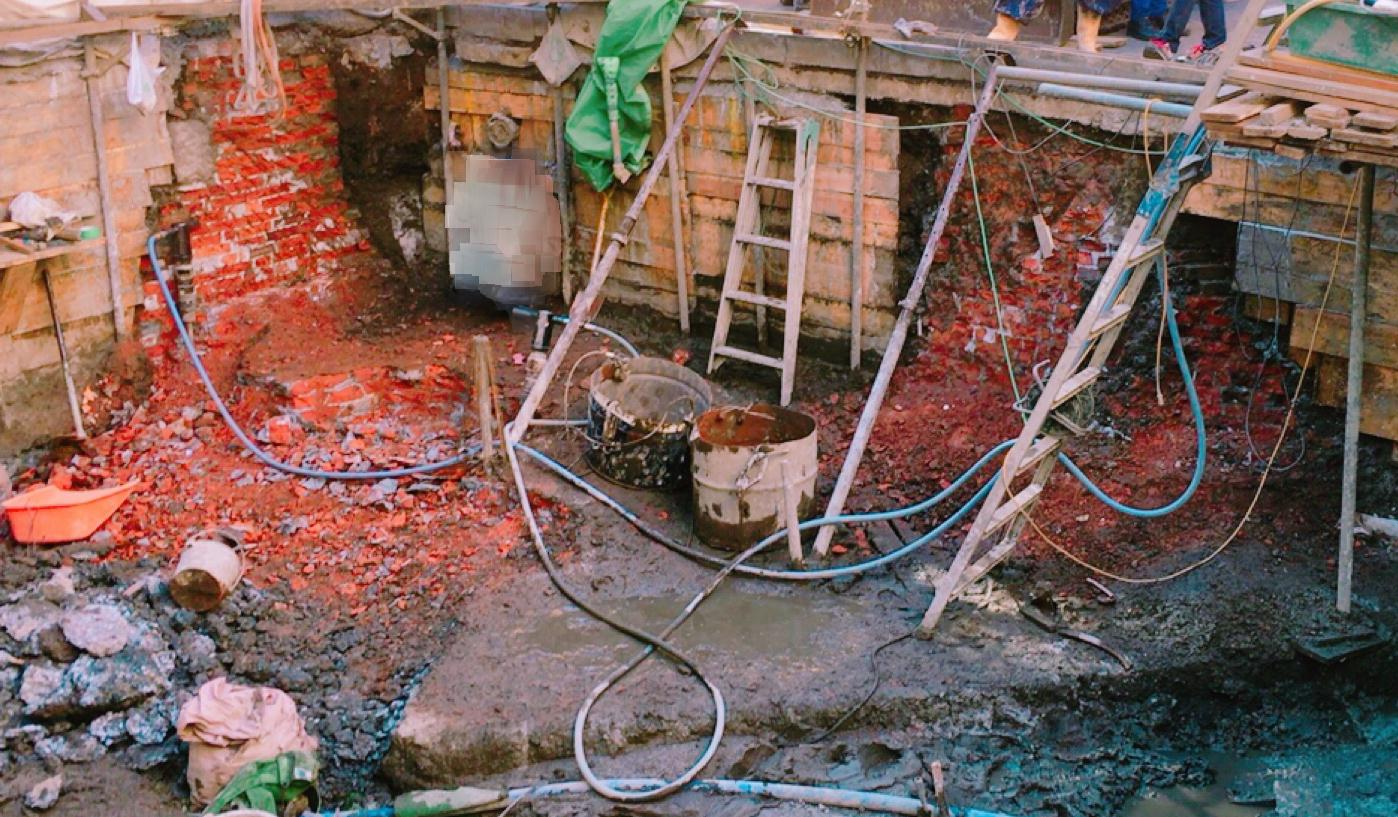
2018년 공사 현장에서 발견된 료운카쿠의 기초 부분. 앞쪽에 패인 부분이 팔각형 기초부분의 경계이며, 원래는 뒤쪽 좌우에 보이는 붉은 벽돌이 쌓여 있었다.

료운카쿠의 터는 능운좌(凌雲座, 극장)가 되었다. 그 후 쇼와좌(昭和座), 아사쿠사 도에이(浅草東映) 극장 등이 들어서다가 현재는 파칭코 가게가 들어서 있다. 파칭코가게 입구 부근에는 료운카쿠 사적보존회에서 2004년 12월에 설치한 아사쿠사료운카쿠 기념비(浅草凌雲閣記念碑)가 세워져 있으며, "이 자리, 다이토구 아사쿠사2초메 14번5호 부근에 아사쿠사 료운카쿠(통칭 십이층)이 완성"(この地、台東区浅草2丁目14番5号辺りに浅草凌雲閣（通称：十二階）が完成。)이라고 쓰여져 있다.
한편 아사쿠사코엔초 모임(浅草公園町会)에서 1977년 12월 윈즈아사쿠사 구석에 설치한 표지석인 '아사쿠사코엔 사적순회 제2번찰소'(浅草公園史蹟めぐり第三番札所)에는 "료운카쿠는 지금의 아사쿠사도에이에서 북서쪽으로 10미터 떨어진 지점에 있었다.(아사쿠사코엔5구, 센조쿠2초메38번지)"(凌雲閣は、今の浅草東映から北西五十メートルの地点にあった。（浅草公園五区、千束二丁目三十八番地）)라는 설명문이 있다. 다만 1981년 7월 아사쿠사2초메 13번에서 진행된 료운카쿠지 발굴 결과, 실제 탑의 위치는 지금의 아사쿠사2초메 13번~14번 사이에 걸쳐 있었다고 한다.
2018년 2월 아사쿠사2초메 14번지에서 진행되던 빌딩공사 현장에서 료운카쿠의 기초부분에 해당되는 벽돌과 팔각형 기초 콘크리트 일부가 발견되기도 했다.

## 같이 보기

### 일반 주제
- 에도 도쿄 박물관 - 박물관 내에 료운카쿠의 축소모형이 전시되어 있다.
- 도쿄 타워, 도쿄 스카이 트리
- 메이지 시대
- 없어진 건축물
- 붕괴된 건축물

### 관련 사건
- 간토 대지진

### 내용주
1. ↑  1914년 유락관 (遊楽館, 영화관)이 개장하고 1917년에는 아즈마좌 (吾妻座, 소극장)으로 개명하였으며 1920년 3월 화재로 소실됐다. 이후에는 니코니코엔 (ニコニコ園)이 들어섰다.
2. ↑  기타가와 주시 (喜多川周之)의 <아사쿠사십이층의 건설계기 2권> (浅草十二階の建設契機（二）)에 따르면 이 당시 재조사에는 피뢰침 높이가 빠졌다고 지적했다.[15]